# Tambo (arquitetura)

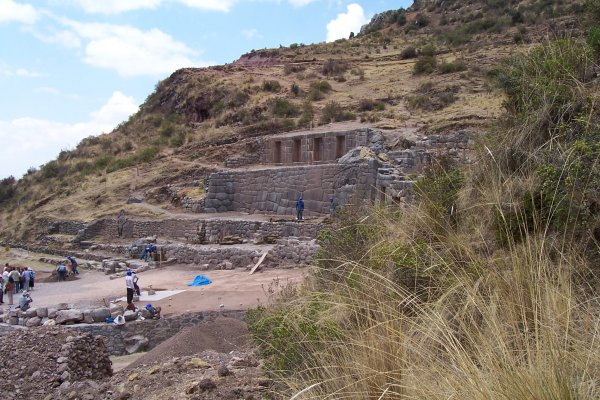
Um Tambo clássico.

Durante a época dos incas, um Tambo (do quechua Tanpu) era uma estalagem construída ao lado das principais estradas, usada como abrigo e como armazém. Nos Caminhos Incas, foram construídos Tambos a cada 20 ou 30 km (um dia de caminhada). Sua principal função era para abrigar os chasquis (mensageiros do Império que viajavam por estas estradas) e os emissários do governo que fiscalizavam as províncias. Não se tem nenhuma informação se homens comuns se alojavam nos Tambos.
Além de servir como abrigos temporários para membros do governo em deslocamento, sabe-se que os Tambos eram centros de armazenamento de alimentos, lã, madeira e outros materiais para a alimentação. Assim, em tempos de dificuldades climáticas ou desastres naturais, os Tambos forneciam materiais e alimentos para a população das aldeias mais próximas.

## Localização dos Tambos

Caminhos Incas

O Império Inca era cortado por várias estradas principais e secundárias, que uniam, de maneira eficaz, os povos do antigo Peru. O design dessas estradas (mais de 30 000 quilômetros) era de alta qualidade e profissionalismo, apesar das grandes dificuldades geográficas (Andes).
Cusco era o centro da rede de estradas, para onde confluía a maioria destas estradas. Como a capital dos incas, era considerada, por seus habitantes, o umbigo do mundo, e tudo tinha de partir e terminar nela.
É aqui que encontramos pousadas que foram utilizadas universalmente como lugares onde se oferecia um repouso temporário aos viajantes das rotas comerciais ou em peregrinação. 
O tambo descoberto mais ao sul é o Tambo Pirque, localizado à beira do rio Maipo, que possuía uma ponte suspensa que ligava as duas margens do rio. Foi descoberto com a expansão da cidade de Santiago para o sul. 

## Tambos e seu papel no sistema de mensagens
Os Caminhos Incas (Qhapaq Ñan) foram construídos no sopé das montanhas para os chasquis poderem levar mensagens, encomendas, peixes e frutas a todas as cidades do Império Inca.[carece de fontes?]
O Império Inca contava com cerca de 10 a 12 milhões de pessoas no século XV, ocupando grande parte da costa andina ocidental. Para controlar todo o território, construiu uma rede de estradas para levar notícias e produtos. Esta rede de estradas foi chamada Qhapaq Ñan ou Capac Ñan, que, em quechua, significa longo caminho. Também era conhecida como Inka Ñan ou Caminho Inca.[carece de fontes?]
Quando os conquistadores espanhóis chegaram , existiam cerca de 16 km de estradas pavimentadas. Este caminho ia até o vale do Mapocho, passando por uma parte da atual Avenida Independencia, em Santiago, capital do Chile. A artéria principal media 5 200 km e a rede secundária penetrava através de várias estradas transversais até as selvas e o Gran Chaco (Argentina, Bolívia e Paraguai), atingindo uma altitude de 5 000 metros nos Andes.[carece de fontes?]
Os incas aproveitaram da experiência dos mensageiros das culturas Mochica e Chimu (culturas do antigo Peru surgidas na costa norte, entre os anos 1000 e 1200) para criar seu sistema de chasquis, que significa "aquele que recebe" ou "dar, receber alguma coisa".
Cada aldeia tinha seus chasquis, jovens entre 18 e 25 anos, que faziam turnos diários de 6 a 12 horas pegando e repassando mensagens nos pontos que lhes eram atribuídos. O peruano Luis Millones Santa Gadea, em sua obra sobre os chasquis (El Retorno de las Huacas), os descreve usando túnica ou camisa e sandálias .  Só levavam uma corneta de concha, um tufo de penas brancas na cabeça para ser visto de longe e uma bengala esculpida.
Em cada trecho de cerca de 20 quilômetros, existia uma área de descanso, uma cabana chamada tampu, chuclla ou tambo, onde havia até mesmo serviços de hospedagem.
Havia duas técnicas para levar uma mensagem. Uma era através dos quipos, que eram cordas coloridas com nós, utilizadas para a administração. Recentemente, alguns pesquisadores disseram que a cor e localização dos nós podem significar frases, não apenas cifras como se pensava antigamente. A outra técnica era através da palavra: um chasqui repetia a mensagem várias vezes em voz alta quando encontrava o próximo chasqui enquanto corriam juntos um trecho até que o outro chasqui decorasse a mensagem.

## Sistema de construção
A pedra foi o material mais utilizado para construir as estruturas Incas, mas também tinha um outro grande significado. A pedra foi muito importante no imaginário da criação dos Incas. Vivia dentro da pedra um espírito ou poder que tinha a capacidade de se tornar humano e vice-versa. Por essa razão, os Incas adoravam as pedras e apreciavam a substância real e o que poderia ser construído com pedras. Por exemplo, as huacas ou pedras sagradas da história da criação. Quando todos os irmãos de Manco Capac se tornaram pedras, estas foram consideradas huacas. Aya Auca, o terceiro irmão de Capac, foi chamado Cusco Huaca e era quem zelava pela região de Cusco. Além disso, durante a guerra contra os Chancas, um dos mais poderosos governadores do império, Pachacuti, orou aos deuses, e pedras foram transformadas em um exército que derrotou os Chancas (A lenda dos Pururaucas).
Este respeito pelas pedras e seus poderes deu origem a sua mestria e experiência com alvenaria. Usavam pedras de tamanhos incomuns e sem qualquer argamassa para uni-las nas paredes; as pedras eram tão bem colocadas que uma folha de papel não poderia ser colocada entre elas. A superfície era lisa, sem ângulos retos esculpidos, para parecerem que estivessem vivas.
Os Tambos eram construídos com pedras aproveitando a topografia das montanhas e com telhado para protegê-los das intempéries, devido à sua localização geralmente em torno da Cordilheira dos Andes.
Existiam duas técnicas conhecidas utilizadas para a construção dos Tambos:
- Rústica ou Pirka: feito com pedras brutas esculpidas e acomodadas sem muito cuidado; os espaços vazios eram preenchidos com pequenas pedras e lama. Este tipo era utilizado para a construção de terraços, armazéns, casas para as pessoas comuns etc.
- Esculpida: Feito com rochas ígneas e pedras maiores para conter a força da parede de terra.

## Tambos Importante noQhapaq Ñan
- Camata Tambo
- Tambo Conchuca
- Ollantaytambo
- Real Tambo de Huancabamba
- Tambomachay

## Tambos depois do colapso do império Inca
Estudiosos como Craig Morris assinalam que, depois do colapso do império Inca, as pessoas que viviam no território do antigo império deixaram de usar os tambos. Com base nisto, Morris sugere que os tambos eram parte de um "urbanismo artificial" criado pelo império Inca. Ou seja, os tambos teria sido mais úteis para os incas que para a população que vivia no império. Para apoiar essa ideia, Morris aponta o fato de os tambos se localizarem distantes das grandes aldeias locais.
Apesar de os tambos terem deixado de ser usados pelas populações locais após o colapso do império, eles não deixaram de ser usados: os conquistadores espanhóis passaram a utilizá-los. Às vezes, os conquistadores espanhóis utilizavam a estrutura original dos tambos, mas também construíam novas estruturas ao longo das estradas. Os espanhóis ampliaram a área coberta pelo sistema de tambos. 